# Rainer Klug
Rainer Klug (ur. 13 grudnia 1938 w Konstancji) – niemiecki duchowny rzymskokatolicki, biskup pomocniczy Fryburga w latach 2000-2013.

## Życiorys

### Prezbiterat
Święcenia kapłańskie otrzymał 15 maja 1969. Wkrótce potem otrzymał nominację na wikariusza w Markdorf. Później pracował także w Offenburgu i w Radolfzell. W 1970 został duszpasterzem skautów, zaś dwa lata później duszpasterzem młodzieży (funkcję tę pełnił do 1981). W latach 1981–1992 był proboszczem parafii świętych Piotra i Pawła w Karlsruhe (dzielnica Durlach), zaś od 1992 pracował w parafii św. Franciszka w tym samym mieście.
W 1988 został wybrany wiceprezesem międzynarodowej organizacji Coetus Internationalis Ministrantium, zaś od 1992 do nominacji biskupiej był dziekanem regionu Mittlerer Oberrhein-Pforzheim.

### Episkopat
23 maja 2000 papież Jan Paweł II mianował go biskupem pomocniczym archidiecezji fryburskiej, ze stolicą tytularną Ala Miliaria. Sakry biskupiej udzielił mu arcybiskup Oskar Saier.
21 listopada 2013 papież Franciszek przyjął jego rezygnację z urzędu złożoną ze względu na wiek.